# 中国科学院山西煤炭化学研究所

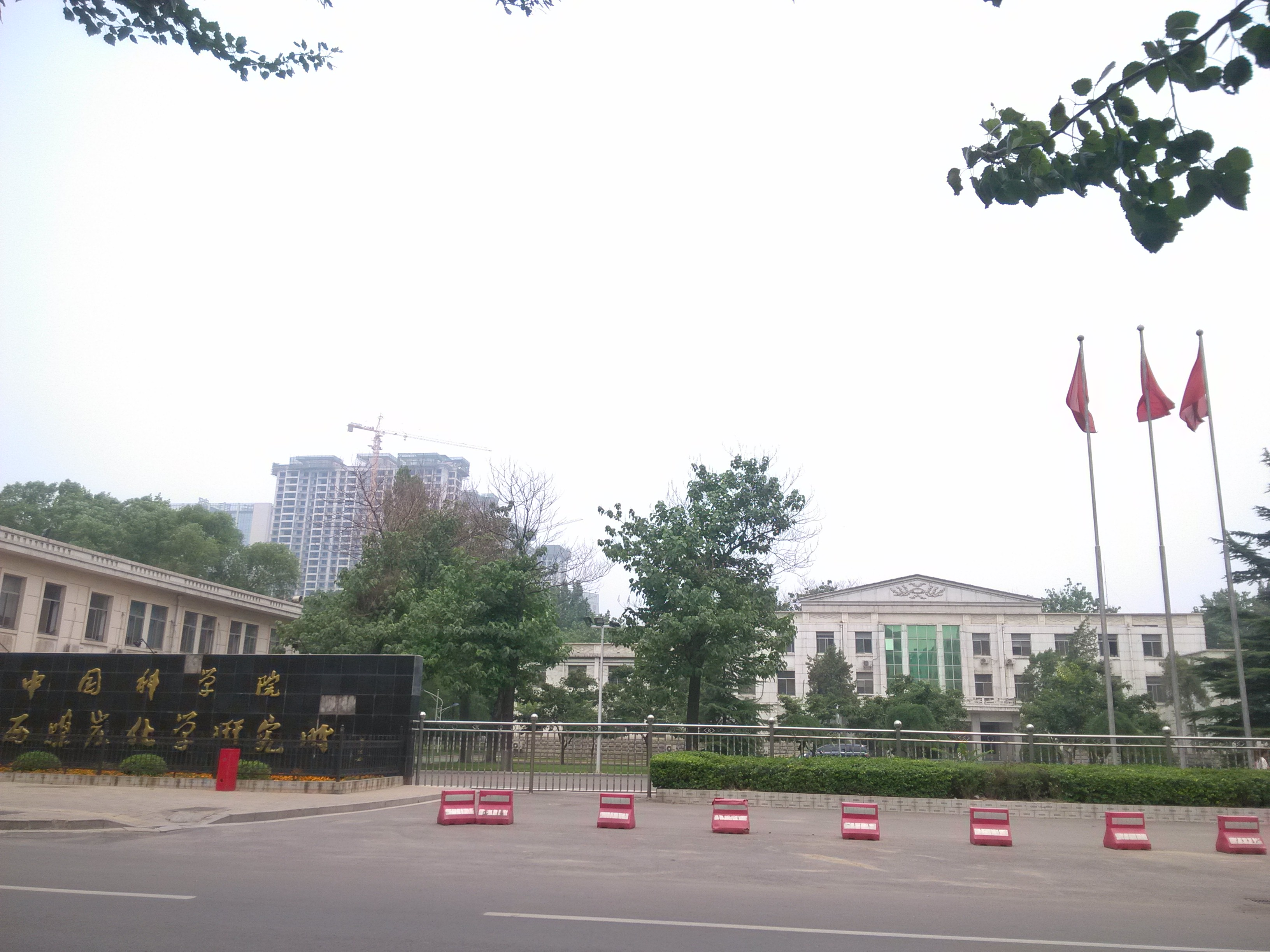

中国科学院山西煤炭化学研究所是中华人民共和国的煤炭化学研究机构，是中国科学院的直属研究单位。

## 历史沿革
中国科学院山西煤炭化学研究所的前身是1954年在大连中国科学院石油研究所（今中国科学院大连化学物理研究所）挂牌成立的中国科学院煤炭研究室。1961年，煤炭研究室扩建为中国科学院煤炭化学研究所，并向太原搬迁。1978年9月改为现名。